# Лич, Джон Каттерол
Джон Каттерол Лич (англ. John Catterall Leach; 1 сентября 1894 — 10 декабря 1941) — офицер флота Великобритании, единственный командир линкора «Принц Уэльский» за время его короткой боевой службы.
Капитан Лич получил под своё командование линкор «Принц Уэльский» вскоре после его ввода в строй в 1941 году, и уже в мае 1941 года участвовал в бою в Датском проливе, в котором причинил такие повреждения немецкому линкору «Бисмарк», что тот не смог продолжить выполнение боевой задачи.
В конце 1941 года «Принц Уэльский» в составе «Соединения Z» был отправлен в Сингапур. На следующий день после вступления Японии в войну линкор был потоплен у берегов Малайского полуострова. Капитан Лич покинул борт корабля в последнюю минуту, однако не выжил; его тело видели на поверхности воды в течение короткого промежутка времени после того, как корабль скрылся под водой.
Сыном Джона Лича был Генри Лич, который выполнял обязанности Первого морского лорда во время Фолклендской войны.